# Hansuezja
Hansuezja (Hanssuesia sternbergi) – dinozaur z rodziny pachycefalozaurów (Pachycephalosauridae).
Żył w epoce późnej kredy (ok. 83-71 mln lat temu) na terenach Ameryki Północnej. Długość ciała ok. 3 m, wysokość ok. 1,2 m, masa ok. 60 kg. Jego szczątki znaleziono w Kanadzie (w prowincji Alberta) i w USA (w stanie Montana).